# Cyathea trichophora
Cyathea trichophora är en ormbunkeart som beskrevs av Edwin Bingham Copeland. Cyathea trichophora ingår i släktet Cyathea och familjen Cyatheaceae. Inga underarter finns listade.